# Ventricolomegalia

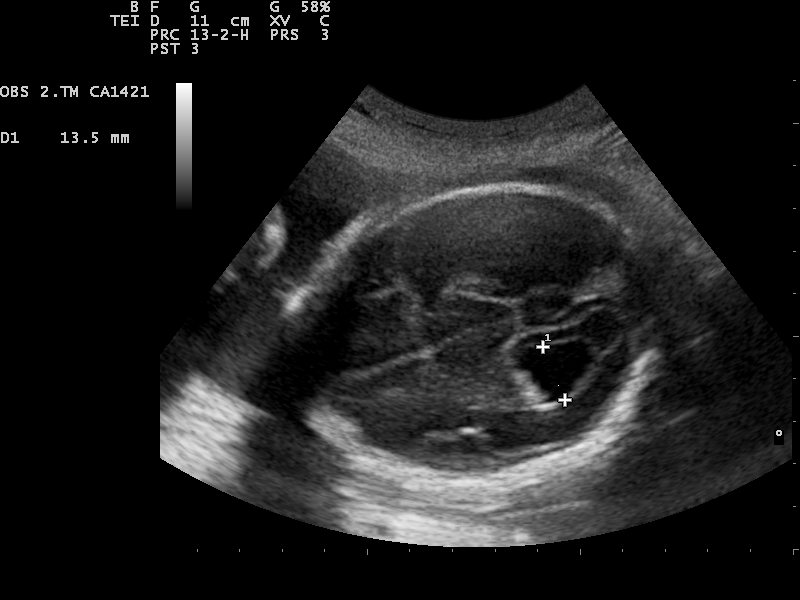
Una ecografia prenatale.

La ventricolomegalia è una condizione cerebrale che si verifica quando i ventricoli laterali si dilatano. La definizione più comune impone che via sia una larghezza dell'atrio del ventricolo laterale maggiore di 10 mm. Ciò si verifica nel circa 1% delle gravidanze. Quando questa misura è compresa tra i 10 e 15 mm, la ventricolomegalia può essere descritta da lieve a moderata. Quando si superano i 15 mm, la ventricolomegalia può essere classificata come grave. L'allargamento dei ventricoli può verificarsi per una serie di motivi, come la perdita di volume cerebrale (a causa, ad esempio, di infezione o infarto) o per una alterazione del deflusso o dell'assorbimento del liquido cerebrospinale dai ventricoli. Spesso, tuttavia, non vi è alcuna causa identificabile. Il forame interventricolare può essere congenitamente malformati o può essere bloccato da infezioni, emorragie o, più raramente, da una neoplasia, che può compromettere il drenaggio del liquido cerebrospinale e quindi il suo accumulo nei ventricoli. La diagnosi viene normalmente formulata grazie a una ecografia di routine tra le 18 e le 22 settimane di gestazione. Si tratta di uno dei risultati più comuni di anomalie cerebrali riscontrabili nell'ecografia prenatale e che si verifica in circa 1 o 2 casi per 1000 gravidanze. In molti casi di ventricolomegalia lieve, tuttavia, vi è la risoluzione del problema durante la gravidanza.

## Correlazione
È noto che la ventricolomegalia possa essere associata ad altre malformazioni, come l'agenesia del corpo calloso, la spina bifida e o difetti cardiaci. Feti con ventricolomegalia, sia isolata che con altre anomalie, hanno un aumentato rischio di avere una aberrazione cromosomica, compresa quella della sindrome di Down.
Molte condizioni associate con la ventricolomegalia possono essere definiti prima della nascita, ma rimane comunque la possibilità di altre anomalie (sia strutturali, cromosomiche o genetiche) che però possono essere identificate solo in seguito o dopo la nascita. La ventricolomegalia associato a risultati anomali e ad altre malformazioni strutturali, spesso porta ad una prognosi sfavorevole, che va dalla disabilità (spesso lieve) alla morte. Tuttavia, nei casi di lieve ventricolomegalia isolata, vi è circa un 90% di un esito normale.
Sempre più spesso, la risonanza magnetica fetale viene considerata come parte della valutazione di gravidanze complicate da ventricolomegalia fetale e sembra essere importante nella valutazione post-natale dei bambini affetti.
Sebbene la valutazione delle dimensioni dei ventricoli laterali è decisiva per stabilire una diagnosi di ventricolomegalia, la forma del sistema ventricolare, compresa quella delle corna frontali, è spesso importante.